# Rötliche Froschschnecke
Die Rötliche Froschschnecke (Tutufa rubeta) ist eine mittelgroße räuberisch lebende Schnecke aus der Familie der Froschschnecken (Gattung Tutufa), die im Roten Meer und Indopazifik verbreitet ist.

## Merkmale

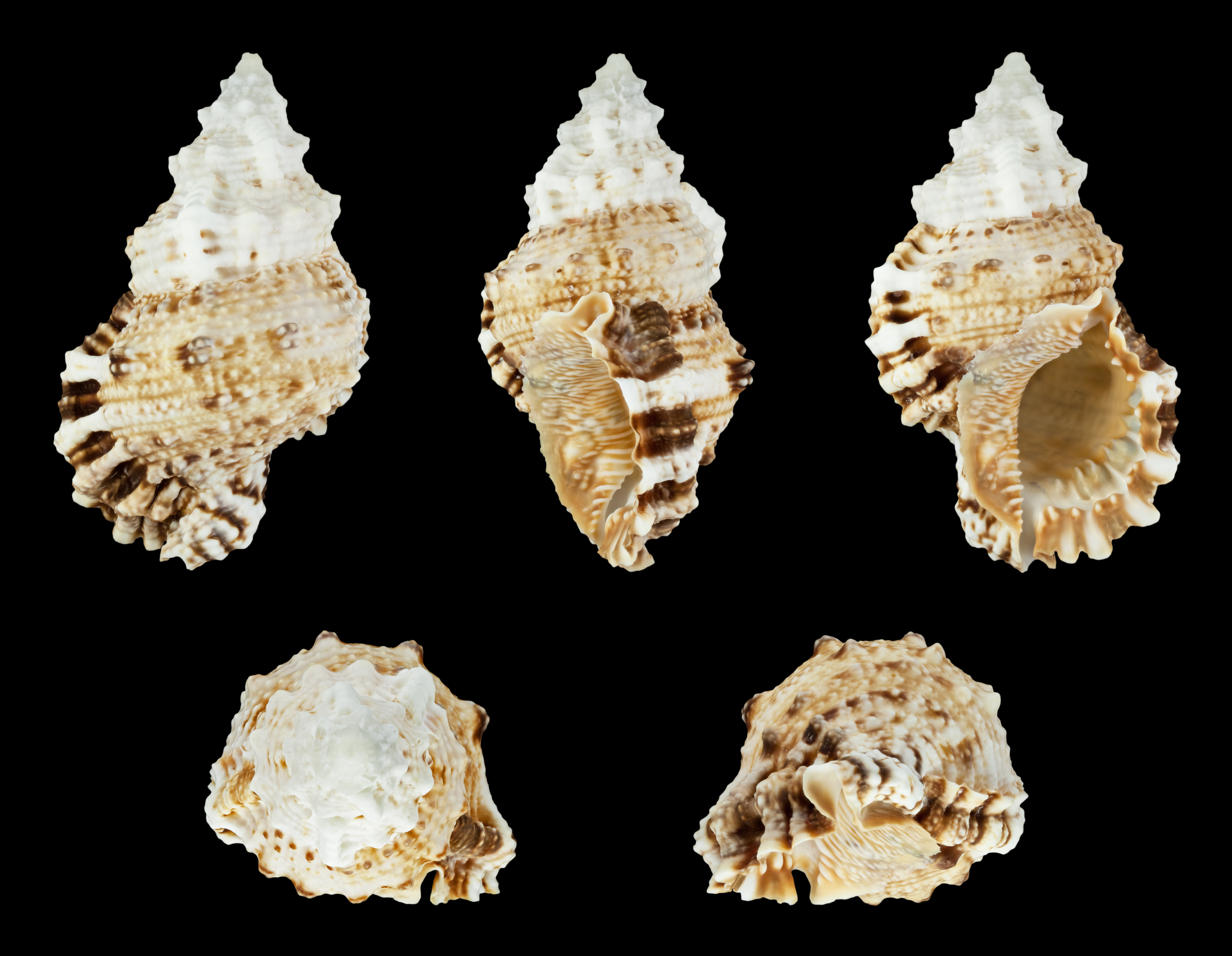
Braune form

Das Schneckenhaus von Tutufa rubeta hat ein hohes Gewinde, einen kurzen vorderen Siphonalkanal und eine kleine, ovale, äußerst runzlige Gehäusemündung. Der Siphonalkanal ist stark nach rechts umgebogen, doch ragt die Fasciole weniger heraus als bei Tutufa bufo. Die äußere Skulpturierung besteht aus drei spiraligen Schnüren, von denen die periphere niedrige, gerundete, unregelmäßige Knötchen trägt, die wenig auf die Varicen ragen. Die Leerräume sind mit schwächeren Spirallinien vollständig gefüllt. Die gesamte Oberfläche ist mit kleinen, gerundeten, unregelmäßig angeordneten Gemmen überzogen, so dass sie insgesamt gleichmäßiger knotig erscheint als andere Arten. Die äußere Lippe der Gehäusemündung ist eng ausgeweitet, ihre äußere Kante durch äußere Spiralrippen gezähnt und trägt eine Reihe mit 12 bis 14 kurzen, gerundeten Knötchen an der Innenkante der Faltung sowie eine zweite Reihe länglicher Grate weiter innerhalb der Gehäusemündung in Höhe der äußeren Knötchen, doch von diesen getrennt durch eine schmale glatte Zone. Die äußere Oberfläche eines sauberen Hauses ist tiefrot bis hellrot und rau und unregelmäßig mit blasserem Rot geflockt. Das Innere der Gehäusemündung ist tiefrot mit blassrosa bis weißen. Die innere Lippe ist hell bis tiefrot mit einem Muster eng und rau verschmelzender blasser Faltungen über die gesamte Höhe und einer kurzen Reihe kleiner Knötchen auf dem Parietalkallus, die dem Umfang des kurzen Analsinus eingrenzt. Das Haus erreicht bei ausgewachsenen Schnecken rund 8,3 cm, bis 10,1 cm, Höhe bei einem Durchmesser von etwa 4,8 cm, bis 5,9 cm.

## Verbreitung und Lebensraum
Tutufa rubeta ist im Indopazifik von den Maskarenen bis ins westliche Polynesien und von Taiwan bis nach Neusüdwales verbreitet. Die Schnecke findet sich vor allem auf Korallenriffen in der Gezeitenzone und wenig darunter.

## Lebenszyklus
Wie andere Froschschnecken ist Tutufa rubeta getrenntgeschlechtlich. Das Männchen begattet das Weibchen mit seinem Penis. Aus den Eiern schlüpfen Veliger-Larven, die bis zur Metamorphose zur fertigen Schnecke als Plankton leben.

## Nahrung
Tutufa rubeta ernährt sich unter anderem von Stachelhäutern, darunter Haarsternen und Schlangensternen.